# Mimophytum omphalodoides
Mimophytum omphalodoides är en strävbladig växtart som beskrevs av Jesse More Greenman. Mimophytum omphalodoides ingår i släktet Mimophytum och familjen strävbladiga växter. Inga underarter finns listade i Catalogue of Life.